# Château de Beaucamps-le-Jeune
Le château de Beaucamps-le-Jeune est une maison forte située sur le territoire de la commune de Beaucamps-le-Jeune, au sud-ouest du département de la Somme.

## Historique
Il existait déjà au XIIe siècle un manoir fief du comté d'Aumale. Le fief de Beaucamps-le-Jeune attesté depuis le XIVe siècle, était détenu, en 1481, par Guillaume de Pisseleu, seigneur d'Heilly, dont le fils François de Pisseleu fut évêque d'Amiens en 1546 et la fille, Anne de Pisseleu, la favorite du roi François Ier. La construction de l'actuel château commença en 1537, possiblement par la volonté d'Anne de Pisseleu. En 1553, après la disgrâce d'Anne de Pisseleu, le château fut acheté par Charles de Runes qui continua les travaux de construction jusqu'à sa mort.
Le château de Beaucamps-le-Jeune resta dans sa descendance jusqu'à sa vente en 1778 par Pauline Gabrielle de Baschi du Cayla, comtesse de Turenne d'Aynac, à Louis Sanson, seigneur de Frières, et Jean-Louis Sanson, seigneur de Zoteux, son fils. L'édifice resta ensuite dans leur descendance jusqu'au début des années 1920.
Le château fut agrandi en 1628 (écuries) et en 1667 (logis). En 1771, on construisit les étables.
En 1935, une longue aile et une tour furent ajoutées à l'édifice par les pères lazaristes , alors propriétaires des lieux .
Dans les années 1960, le château échut à l’évêché d'Amiens, qui y installa une colonie de vacances .
En 1975, la famille Richard acheta l'édifice, puis le revendit à une société britannique qui ambitionnait d'y créer un hôtel, mais fit faillite. En 1985, une communauté disant appartenir au mouvement  Emmaüs occupa le château.
Maintenu hors d'eau jusque dans les années 1970, le château fut ensuite laissé sans entretien. En 2000, il était acquis par les Sylla qui commencèrent sa restauration[réf. souhaitée].
Les façades, les toitures du château et des deux porteries sont classées monument historique par un arrêté du 3 juillet 2003 .
Éric Testelin et son épouse, les propriétaires actuels du château, depuis 2005, ont entrepris la restauration complète de ses parties les plus anciennes.
Deux tranches de rénovation du gros œuvre, comprenant des maçonneries, reconstitution des charpentes, des toitures et des menuiseries, ont été menées à bien. Une troisième est en cours depuis 2017-2018 .

## Caractéristiques
Le château de Beaucamps-le-Jeune est bâti autour d'une cour carrée entourée par des écuries et des étables du XVIIe siècle. Il a conservé un aspect féodal en apparence. Cependant, les tours avec leur toiture en poivrière sont dépourvues d'appareil défensif (mâchicoulis, meurtrières, canonnières, chemin de ronde...). Un châtelet avec deux tours encadrant la porte d'entrée en arc brisé protégeait l'édifice. Il a été entièrement restauré au début du XXIe siècle. Entre les tours, des corps de logis surmontés de toits « à la française » ont été construits dans la seconde moitié du XVIe siècle. Les fenêtres sont construites avec de larges trumeaux de brique ornés de bandeaux de pierre. Entre les étages, les fenêtres sont agrémentées de chaînage en harpe.
La brique est appareillée en losange montrant une influence normande certaine. Ainsi, dans le courant du XVIe siècle, le château de Beaucamps-le-Jeune témoignait-il de l'évolution architecturale de la Renaissance, transformant un château féodal en demeure résidentielle pourvue de moyens de défense.
L'intérieur a conservé son décor de boiseries et de stucs du XIXe siècle.

## Photos

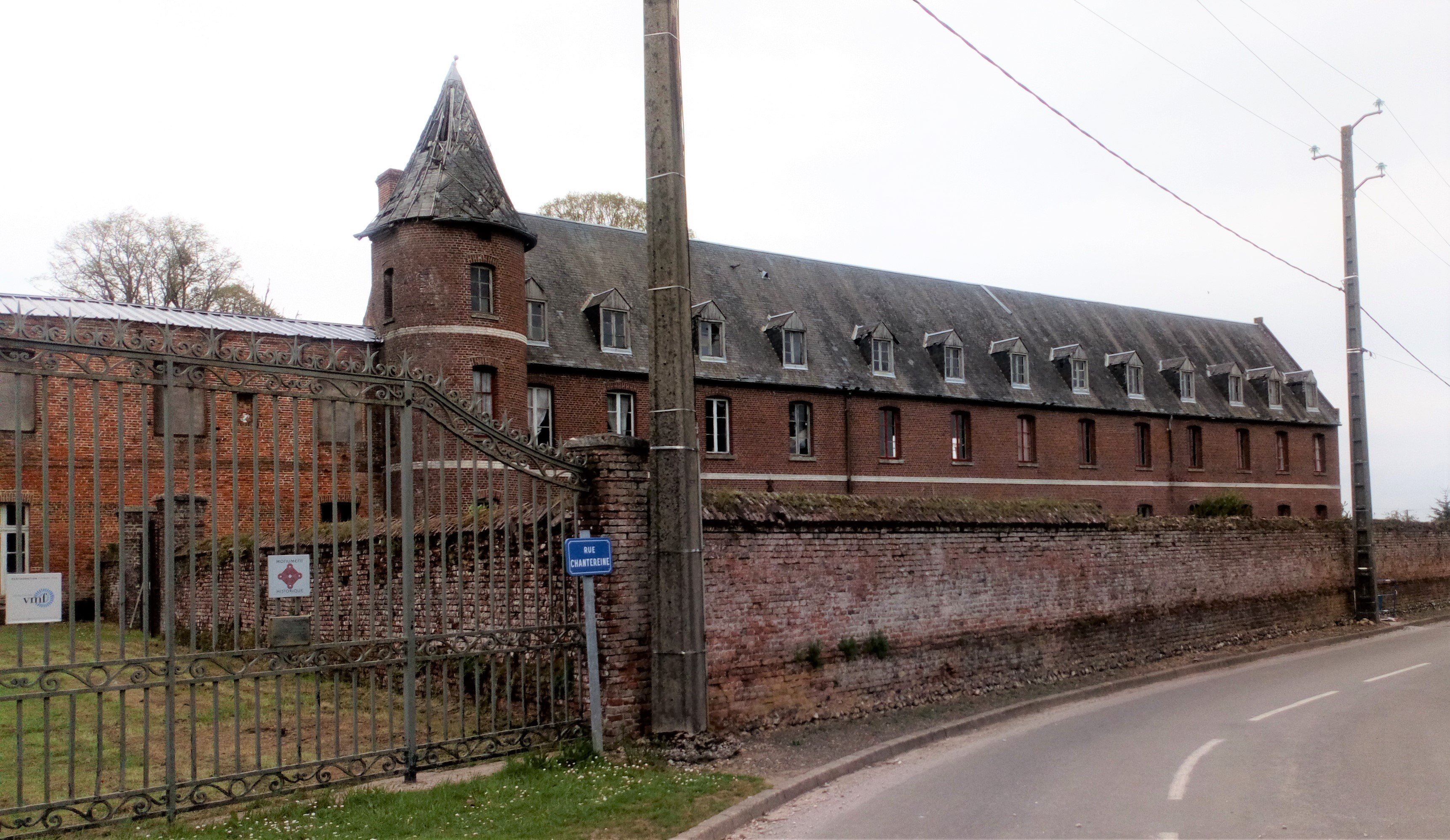
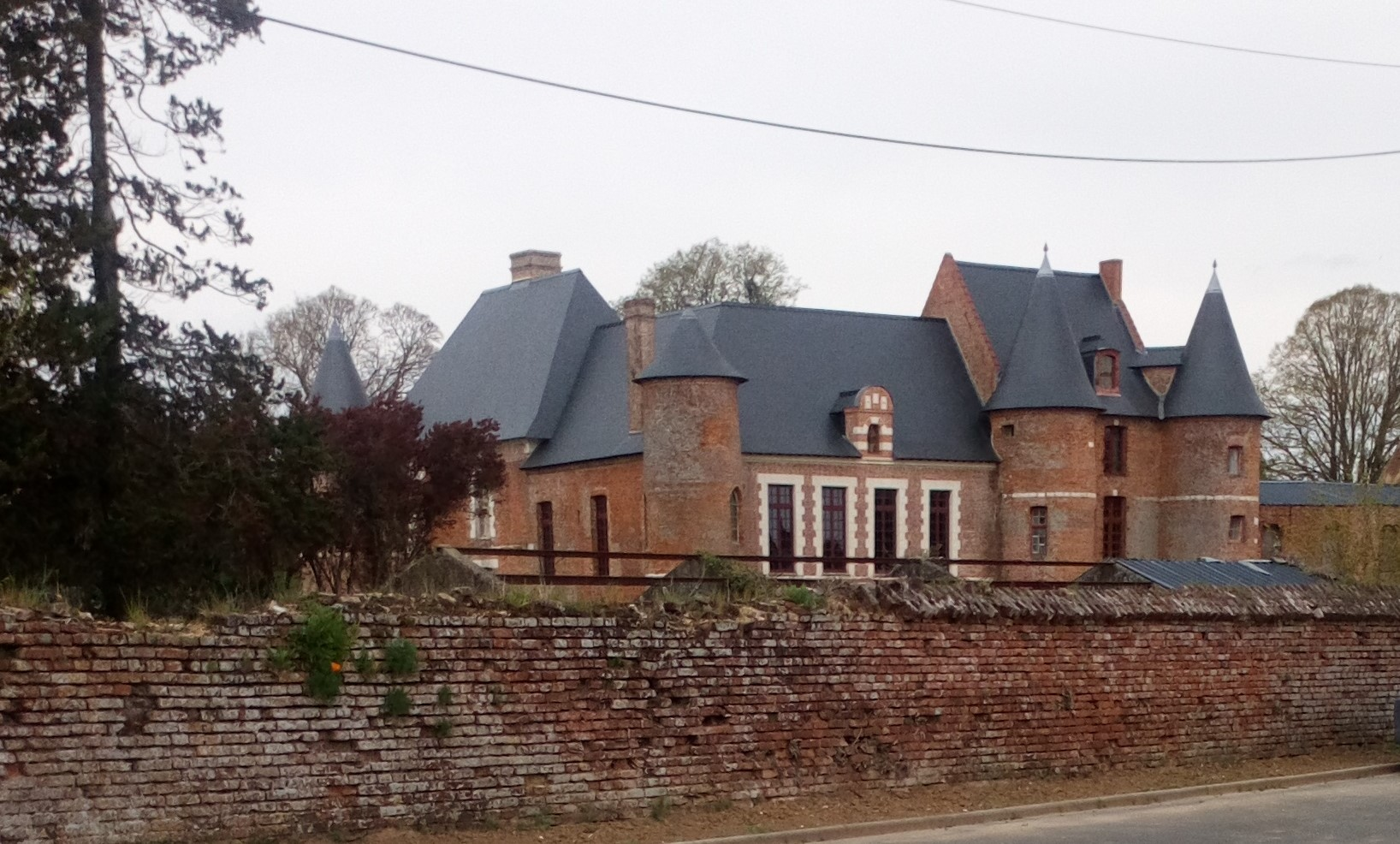
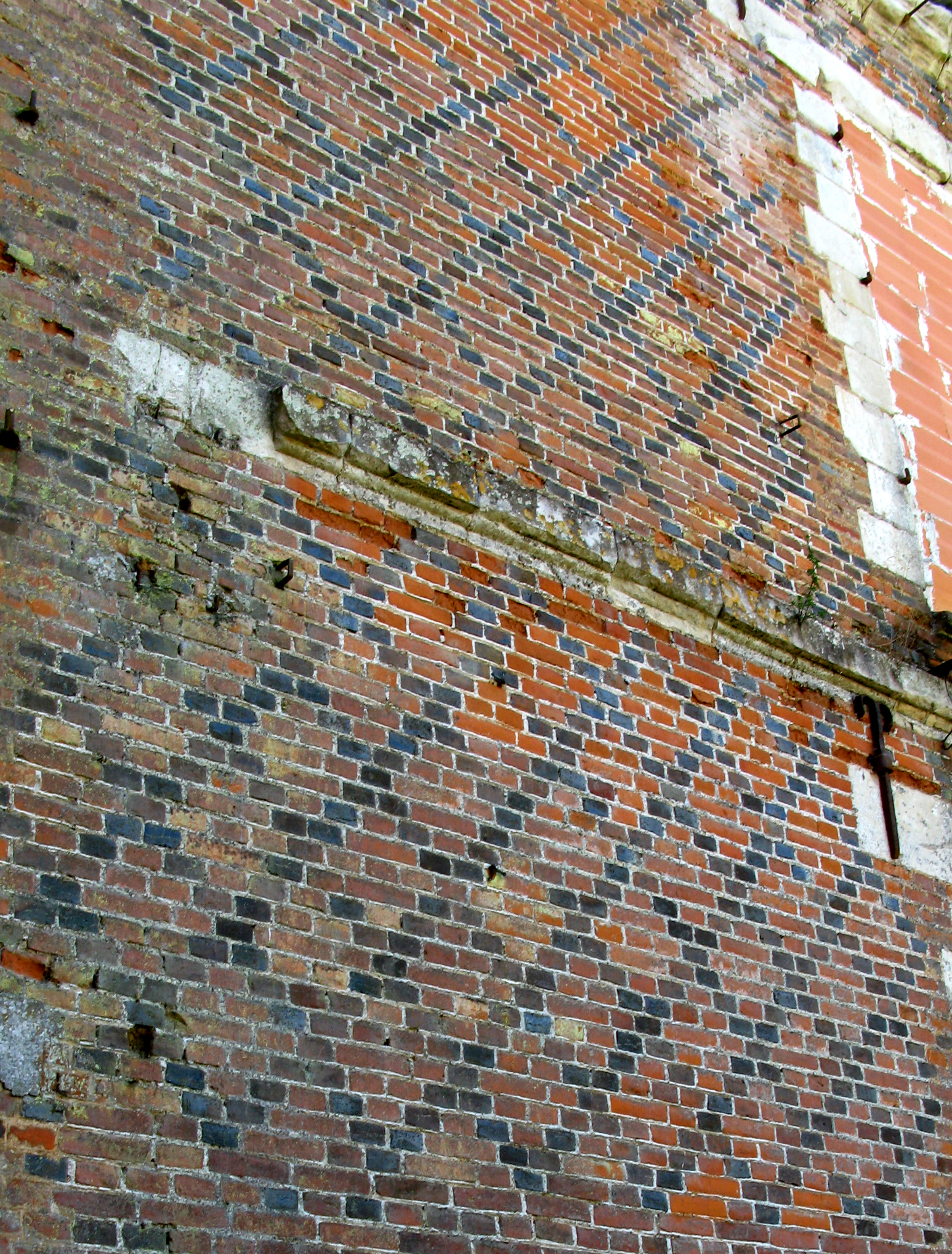